# Сусакі
Суса́кі (яп. 須崎市, すさきし, МФА: [su̥sakʲi̥ ɕi̥]?) — місто в Японії, в префектурі Коті. Розташоване в південній частині префектури.    Отримало статус міста 1954 року. Площа становить 135,46 км². Станом на 1 липня 2012 року населення складало 24 055  осіб, густота населення — 178 осіб/км².     

## Демографія
Згідно з даними перепису населення Японії, населення Сусакі зменшується з 1945 року. Станом на 1 жовтня 2020 року населення складало 20 590 осіб, з яких чоловіків — 10 068 осіб, жінок — 10 522 осіб. Густота населення — 152,1 осіб/км².